# The Jeff Dunham Show

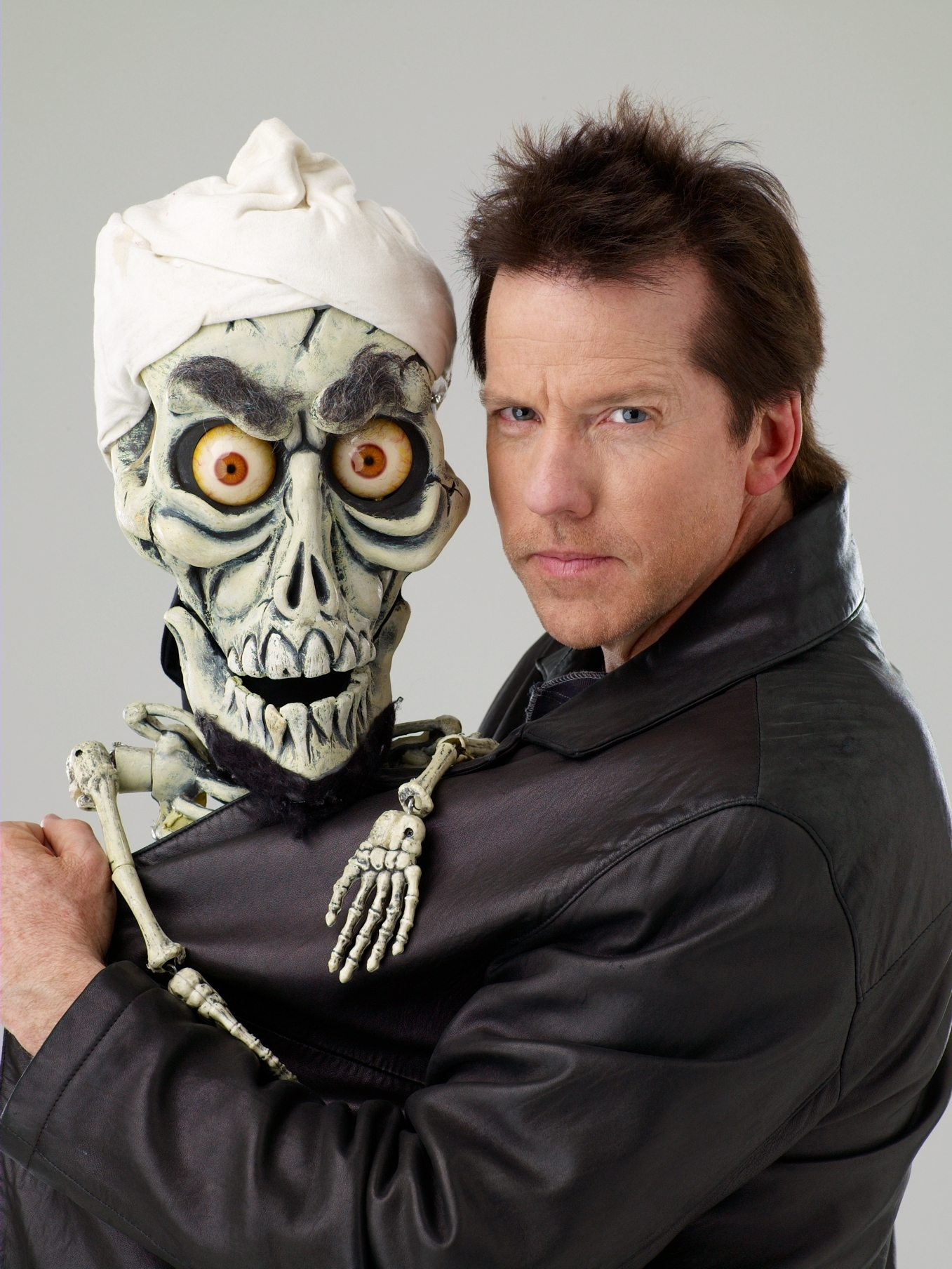
Jeff Dunham und seine Figur Achmed the dead terrorist

The Jeff Dunham Show war eine Stand-up-Comedy mit dem Bauchredner Jeff Dunham, der für seine Witze sprechende Puppen benutzt. Die Serie lief vom 22. Oktober bis zum 10. Dezember 2009 auf Comedy Central USA. Insgesamt wurden 7 Folgen produziert. Seit dem 12. September 2010 ist die Serie auch in der deutschsprachigen Synchronisation von Robert Missler auf Comedy Central Deutschland zu sehen.

## Hintergrund
Am 29. Dezember 2009 wurde bekannt gegeben, dass die The Jeff Dunham Show trotz überdurchschnittlicher Quoten nicht für eine zweite Staffel zurückkehren würde. Nellie Andreeva, eine der Produzenten, teilte mit, dass höhere Herstellungskosten der Auslöser dafür waren, dass die Serie eingestellt worden sei.
Die komplette Fernsehserie erschien am 18. Mai 2010 in den USA auf der DVD The Jeff Dunham Show.

## Bewertungen und kritische Rezeption
Die Show der ersten Episode in den USA zog 5,3 Millionen Zuschauer an.
Die Serie hatte keinen guten Start in Bezug auf Bewertungen. Metacritic gab der Serie 20 Punkte auf einer Skala bis 100. Diese negative Kritik kam vor allem wegen der Vorurteile gegen Dunham und Bauchreden im Allgemeinen zustande. Randee Dawn vom Hollywood Reporter fand die Puppen rassistisch.